# Manuel Cortés de Miras
Manuel Cortés de Miras fou un polític valencià de començaments del segle xx. Fou elegit regidor del Partit Liberal en 1904, i en gener de 1906 fou escollit alcalde d'Alacant. Durant el seu mandat va autoritzar als Germans Maristes a obrir una escola a la ciutat. Fou destituït el març de 1907 pel govern conservador d'Antoni Maura i Montaner.